# Сумський комбінат хлібопродуктів
Сумський комбінат хлібопродуктів — підприємство харчової промисловості в місті Суми. Є дочірнім підприємством ДАК «Хліб України».

## Історія
Сумський комбінат хлібопродуктів було створено в 1961 році в результаті об'єднання млинового заводу та хлібоприймального пункту «Заготзерно».
У 1977 році було введено в експлуатацію новий млиновий завод сортового пшеничного помелу та побудовано елеватор.
Після проголошення незалежності України комбінат перейшов у відання Міністерства сільського господарства та продовольства України.
У березні 1995 року Верховна Рада України внесла комбінат до переліку підприємств, приватизація яких заборонена у зв'язку з їх загальнодержавним значенням.
Після створення у серпні 1996 року державної акціонерної компанії «Хліб України» комбінат став дочірнім підприємством ДАК «Хліб України».
У 2002 році на комбінаті було введено в експлуатацію лінію з перероблення жита.
Після створення 11 серпня 2010 року Державної продовольчо-зернової корпорації України комбінат було включено до складу підприємств ДПЗКУ.

#### Сучасний стан
Основними функціями підприємства є зберігання та перероблення зернових культур (пшениці, кукурудзи, ячменю) та насіння соняшника.
Комбінат виробляє борошно вищого та першого сорту, переробні потужності забезпечують можливість виробництва 29 тис. тонн борошна на рік (добова продуктивність — до 130 тонн пшеничного борошна на добу або до 50 тонн житнього борошна на добу).